# Cascera callima
Cascera callima är en fjärilsart som beskrevs av George Thomas Bethune-Baker 1916. Cascera callima ingår i släktet Cascera och familjen tandspinnare. Inga underarter finns listade i Catalogue of Life.